# لاين شالمرز
لاين شالمرز (بالإنجليزية: Iain Chalmers)‏ هو طبيب بريطاني، ولد في 3 يونيو 1943.